# Esther Kinsky
Esther Kinsky (Engelskirchen, 12 settembre 1956) è una scrittrice, traduttrice e poetessa tedesca.

## Biografia
Esther Kinsky è nata a Engelskirchen, comune della Renania Settentrionale-Vestfalia vicino al Reno, in Germania, il 12 settembre 1956. È cresciuta vicino a Bonn ed ha studiato presso la Rheinische Friedrich-Wilhelms-Universität di Bonn dove si è laureata nel 1986. Ha vissuto a Londra, a Battonya in Ungheria, dal 2009 vive a Berlino e trascorre lunghi periodi dell'anno in un piccolo paese del Friuli, regione italiana alla quale si è particolarmente legata. Ha sposato lo storico e traduttore inglese Martin Chalmers morto nel 2014.

## Attività
Esther Kinsky è una delle scrittrici tedesche più originali della scena letteraria tedesca, si distingue per la capacità di indagare l'esperienza umana e il ricordo.
Ama poter vivere in diversi Paesi perché col tempo riesce a distaccarsi dall'idea di dovere per forza far riferimento ad una propria patria. Le piace sentirsi straniera dove vive e l'Ungheria l'ha maggiormente influenzata e non le spiacerebbe tornarci in altre situazioni politiche.

## Opere
Ha pubblicato sei volumi di poesie, cinque romanzi, numerosi saggi ed ha tradotto tre libri per bambini oltre a molti importanti autori inglesi come John Clare, Henry David Thoreau, Iain Sinclair e polacchi come Joanna Bator, Miron Białoszewski, Magdalena Tulli. Sia River che Grove hanno vinto numerosi premi letterari in Germania. Rombo ha ricevuto il W.-G.-Sebald-Literaturpreis 2020. Nel 2022 ha ricevuto il prestigioso Premio Kleist per la sua opera.

### Romanzi
- Esther Kinsky, Summer Resort, London, Seagull Books, 2011, OCLC 670480479.
- Esther Kinsky, Banatsko: regény, Budapest, Scolar, 2013, OCLC 670480479.
- Esther Kinsky, Sul fiume, traduzione di Silvia Albesano, Milano, Il saggiatore, 2021, OCLC 1312633152.
- Esther Kinsky, Grove: a field novel, traduzione di Caroline Schmidt, London, Fitzcarraldo Editions, 2021, OCLC 1257790559.
- Esther Kinsky, Rombo, traduzione di Silvia Albesano, Milano, Iperborea, 2023, ISBN 9788870916652, OCLC 1381777764.

## Premi e riconoscimenti
Sia River che Grove hanno vinto numerosi premi letterari in Germania. Rombo ha ricevuto il W.-G.-Sebald-Literaturpreis 2020. Nel 2022 ha ricevuto il prestigioso Premio Kleist per la sua opera. Kinsky è stata più volte candidata al Deutscher Buchpreis, ha vinto il Premio della Fiera di Lipsia, il Premio Paul Celan, il Premio Adelbert von Chamisso. Con il romanzo Rombo del 2022 ha ricevuto il Premio Kleist.
Premi in ordine cronologico:
- Premio Paolo Celan 2009
- Premio Karl Dedecius 2011
- Premio letterario Düsseldorf 2018
- Premio Internazionale Hermann Hesse 2018
- Premio della Fiera del Libro di Lipsia 2018
- Premio Erich Fried 2020
- Premio Christian Wagner 2020
- Premio tedesco per la scrittura naturalistica 2020
- Selezionato per il Premio Warwick per le donne nella traduzione 2021 per Grove
- Selezionato per il German Book Prize 2022 per Rombo
- Premio Kleist 2022
- Candidato al Premio Strega Europeo 2023 per Rombo